# Stellvertretung
Stellvertretung bezeichnet im rechtswissenschaftlichen Kontext das Handeln einer Person (Vertreter) für eine andere Person (Vertretener), bei dem der Vertretene das Handeln gegen sich gelten lassen will.  

## Rechtsfamilien
- Deutscher Rechtskreis:
  - Stellvertretung (Deutschland)

## Rechtsvergleichende Analyse

### Unterscheidung von Schuldverhältnis und Vollmacht
Dem römischen Recht war das Konzept der Stellvertretung nicht bekannt. Etwas flexibler war die Praxis der Administrationen in den Provinzen, wo ein mos regionem dem römischen Recht in einzelnen Punkten entgegengestanden haben mag. So findet sich in Aegyptus die Akzeptanz direkter Stellvertretung in Gerichtsverfahren.
Die Stellvertretung ist seit dem 17. Jahrhundert als Institut wirtschaftlicher Notwendigkeit in einer modernen arbeitsteiligen Gesellschaft entstanden. „Ursprünglich gibt es nirgends direkte Stellvertretung. Sie ist ein juristisches Wunder.“ Ausgangspunkt für die moderne Lehre von der Stellvertretung ist die naturrechtliche Vorstellung der Parteiautonomie durch Hugo Grotius und Christian Wolff. Über Robert-Joseph Pothier kam die Stellvertretung schließlich in den Code civil, dessen Art. 1984 den Auftrag wie folgt definiert:

« Le mandat ou procuration est un acte par lequel une personne donne à une autre le pouvoir de faire quelque chose pour le mandant et en son nom. »

„Der Auftrag oder die Vollmacht ist die Handlung, wodurch jemand eine andere Person ermächtigt, etwas für den Vollmachtgeber und in seinem Namen zu tun.“

Der Code civil trennt dabei nicht zwischen dem zugrunde liegenden Schuldverhältnis (französisch mandat, ‚Auftrag‘) und der Befugnis zur Vertretung, d. h. der Vollmacht (französisch procuration). Auch das österreichische ABGB ordnet die Bevollmächtigung den vertraglichen Schuldverhältnissen zu. Die Vollmacht ist hier mit dem Auftrag letztlich identisch. Einen Unterschied zwischen beiden behauptete erst Rudolf von Jhering 1847, ihre abstrakte Wirksamkeit Laband.

### Erfordernis der Erkennbarkeit
In den kontinentalen Rechtsordnungen erfordert eine wirksame Stellvertretung, dass der Vertreter nach außen kenntlich macht, dass er für den Vertretenen handelt. Tritt der Vertreter in eigenem Namen auf, das heißt: ist seine Stellung nicht offenkundig, liegt keine Stellvertretung vor. Im Common Law ist hingegen ein solches Erfordernis unbekannt: „Agency is a relationship which arises when one person called the principal authorizes another, called the agent, to act on his behalf, and the other agrees to do so“.